# Hugues de Labatut
Hugues de Labatut (né à Villelongue, mort le 10 février 1644) est un ecclésiastique, qui fut évêque de Comminges  de 1640 à 1644.

## Biographie
Hugues de Labatut est le fils de Guillaume et de Soubirane de Du de la Vézelle. Il semble avoir reçu sa première éducation au collège des Jésuites de Béziers mais jusqu'au milieu de la décennie 1620 c'est un militaire qui participe avec son futur prédécesseur aux combats contre les calvinistes du début des années 1620. C'est seulement après qu'il retourne à ses études et obtient un doctorat en droit canon à Paris en février 1626. Ordonné prêtre à cette époque il devient membre du chapitre de chanoines, archidiacre du pays d'Aure, official et vicaire général de son prédécesseur et ami Barthélemy de Donadieu de Griet, il est désigné comme coadjuteur successeur par ce dernier lorsqu'il meurt à Alan le 12 novembre 1637.
Hugues de Labatut dirige le diocèse comme vicaire général de 1637 à 1640 jusqu'à ce que ce choix est ratifié par le pouvoir royal.
Il est nommé évêque de Comminges en 1640 et consacré par l'archevêque d'Auch l'année suivante. Il réunit un synode de son diocèse en 1641. C'est sous son épiscopat que les religieuses de Notre-Dame fondées à Bordeaux par Jeanne de Lestonnac s'établissent en 1642 à Saint-Gaudens. Il meurt dès 1644.